# Affinity Publisher
Affinity Publisher（アフィニティパブリッシャー）は、Serif Europeが販売するDTPソフトウェアである。macOS、Windows、iOS(iPad版)にて提供されている。

## 概要
主に本、雑誌、チラシなどの印刷物への出力を想定したDTPソフトウェアである。マスターページ機能でテンプレートを生成し、それを複製する事で複数ページにわたる印刷物の生成を行う点は、他のDTPソフトウェアと同様である。

### 類似するソフトウェアとの差異や特徴
Affinity Publisherをはじめとするセリフの製品は買い切り型のソフトウェアである。サブスクリプション形式の他社製ソフトウェアとの差別化として強調している。
Affinity Publisherの独自の特徴としてStudioLinkがある。Affinity DesignerやAffinity Photoがインストールされている環境では、StudioLinkによるペルソナモードが動作する。これはベクターデータの扱いを得意とするAffinity Designerと、ラスターデータや写真編集を得意とするAffinity Photoを切り替えるモードである。便宜上「切り替える」と書いたが、実際はAffinity Publisherのソフトウェア内でDesignerとPhotoが動作しているという表現の方が適切で、シームレスかつ高速に画像制作とページ編集を行き来できる。
またiPad版のAffinity DesignerおよびAffinity Photoとも互換性があり、iPadとmacOS/Windowsで一貫性を保った制作を遂行することができる。
弱点として日本語処理は発展途上と言える。日本語特有の禁則処理やふりがな機能の対応が不十分で、縦書き機能も非搭載である。またIDML等のAdobe社製ファイル形式を読み込めるとはいえ再現率は100%ではない。

## 機能
Affinity Publisherには3つのペルソナがあり、これを切り替えて使用する。ただしデザイナーペルソナがAffinity Designer、写真ペルソナがAffinity Photoと同様の機能を持っており、それぞれのソフトウェアを購入した場合のみ当該ペルソナを利用する事ができる。

### パブリッシャーペルソナ
Affinity Publisherの最も基本的なモードである。マスターページ・ページ・スプレッドの生成を行う。テキストや表の作成や、ExcelやJSONファイルを用いたデータ結合機能も備える。プリフライトチェッカーを用いて、印刷時にエラーが発生しないか確認する機能などがある。

### デザイナーペルソナ
ベクターデータの扱いを得意とするモード。イラストレーションやロゴタイプの制作のような、図形やベジェ曲線を利用した拡大・縮小に耐えるデータ作成などを行う。Affinity Designerをインストールした場合に有効になる。

### 写真ペルソナ
写真編集（フォトレタッチ）、イラストレーション、RAW現像など画像の加工・編集を得意とするモード。Affinity Photoをインストールした場合に有効になる。

## ファイルの様式

### デフォルトのファイル形式
Affinity Publisherが出力するデフォルトのファイル形式は .afpub である。afpubファイルはページレイアウト、レイヤー、画像、テキスト、その他のアセットへのリンク情報など、Affinity Publisherの要素を格納するファイル形式となっている。

### パッケージ化
.afpubファイル内でリンクされた素材データを1つのファイルとして格納したい場合はパッケージ機能を用いる。新しいフォルダに.afpackageファイルが生成され、.afpubファイルで使用されていた画像やフォントをひとまとめにする事ができる。

### 読み込み、配置、書き出しに対応するファイル形式
| 読み込み | Affinity Photo (.afphoto)、Affinity Designer (.afdesign)、Adobe InDesign(IDML)、Adobe PDF、Adobe Illustrator、Adobe Photoshop |
| 配置     | Affinity Photo (.afphoto)、Affinity Designer (.afdesign)、Adobe PDF、Adobe Illustrator、Adobe Photoshop、Microsoft Word、RTF、Microsoft Excel、Apple Numbers、LibreOffice Calc (XLSX)、PNG、JPEG、GIF、TIFF、PSD、SVG、WMF、EPS、EXR、HDR、TGA |
| 書き出し | PDF、PNG、JPEG、GIF、TIFF、PSD、SVG、WMF、EPS、EXR、HDR、TGA |

## 歴史
Affinity Publisherは、2019年6月19日にライブイベント「Affinity Live 2019」内でリリースが発表された（最初のバージョン番号は他のAffinity製品と合わせて1.7であった）。文章や画像などのレイアウトを行え、PSD、AI、PDF、JPG、TIFF、PNGなど各種ファイル形式に対応している。
2019年12月、AppleはAffinity Publisherを「Mac App of the Year」に選定した。
2020年2月リリースのバージョン1.8から、Adobe InDesignのIDML形式の読み込みに対応した。
2020年8月3日リリースのバージョン1.8.4から、限定的ながら日本語の禁則処理に対応した。なお、縦書きには未対応である。
2020年11月12日、Macの新プロセッサApple M1に対応するため、macOS版のみバージョン1.8.6をリリースした。
2022年11月9日、Affinityバージョン2を発売。バージョン1とライセンスの互換性はないが大幅な機能追加が行われた。対応動作OSも更新された。またライセンス形態が変更され、PC版とiPad版の統合ライセンスであるユニバーサルライセンスをリリース。
2025年2月19日、Affinityバージョン2.6がリリース。Publisherのページ管理に大幅な変更が行われたため、ファイル形式にも変更があった。2.6で保存されたファイルは2.0～2.5で開くことができない。

## リリース履歴

### macOSおよびWindows版
| バージョン                                                             | リリース日     | 備考 |
| ---------------------------------------------------------------------- | -------------- | --- |
| 1.0                                                                    | 2018年08月31日 | ベータ版公開。 |
| 1.7                                                                    | 2019年06月19日 | 正式リリース。 |
| 1.8                                                                    | 2020年02月26日 | IDMLファイルの読み込み、プリフライトチェック機能、テンプレート機能、Excelからの表の取り込み機能の追加。                |
| 1.9                                                                    | 2021年02月04日 | IDMLファイルの読み込みを高速化、ドキュメント内への画像の埋め込み機能、パッケージ機能の追加。                           |
| 1.10                                                                   | 2021年08月05日 | パフォーマンスの改善。                                                                                                 |
| 2.0                                                                    | 2022年11月09日 | スタイルの同期による共同編集機能、脚注・文末脚注機能、スタイルピッカーツールなどが追加。                               |
| 2.1                                                                    | 2023年05月18日 | ランニングヘッダー、測量ツール、エリアツール、バランスの取れた破線、より複雑な破線。                                   |
| 2.2                                                                    | 2023年09月19日 | カスタムテキスト変数、相互参照、カスタム日付フォーマット、移動／複製ダイアログ。                                       |
| 2.3                                                                    | 2023年11月29日 | 螺旋ツール、ピクセルグリッドオプション、パスワードで保護されたPDFの作成と配置、altテキストを追加するためのタグパネル。 |
| 2.4                                                                    | 2024年02月26日 | レイヤーステートの追加、選択ボックスを設定、32ビットHDR PNGのサポート。                                                |
| 2.5                                                                    | 2024年05月23日 | Windows ARM64のネイティブサポート、バリアブルフォントサポート、QRコードツール、DWGポリラインのインポートの改善。       |
| 2.6                                                                    | 2025年02月19日 | 複数ページの見開き、ページリフローの制御、読み取り順序パネル、カラーピッカーの改善。                                   |
| 凡例サポート終了サポート中現行バージョン最新プレビュー版将来のリリース |                | |

### iPad版
| バージョン                                                             | リリース日     | 備考 |
| ---------------------------------------------------------------------- | -------------- | --- |
| 2.0.1                                                                  | 2022年11月09日 | iPad版リリース。デスクトップ版と互換性のある、ほぼ全ての機能が実装されている。                                         |
| 2.1                                                                    | 2023年05月18日 | 編集メニューの刷新、iPadOS写真アプリと統合、スタイルピッカーツール。                                                   |
| 2.2                                                                    | 2023年09月19日 | 小数点以下の精度の設定の追加、「選択を保持する」の設定。                                                               |
| 2.3                                                                    | 2023年11月29日 | 螺旋ツール、ピクセルグリッドオプション、パスワードで保護されたPDFの作成と配置、altテキストを追加するためのタグパネル。 |
| 2.4                                                                    | 2024年02月26日 | 32ビットHDR PNGのサポート、挿入ターゲットをロックする機能。                                                            |
| 2.5                                                                    | 2024年05月23日 | バリアブルフォントサポート、QRコードツール、DWGポリラインのインポートの改善、LibRAWのカメラ追加。                      |
| 2.6                                                                    | 2025年02月19日 | 複数ページの見開き、ページリフローの制御、読み取り順序パネル、カラーピッカーの改善。                                   |
| 凡例サポート終了サポート中現行バージョン最新プレビュー版将来のリリース |                | |

## シリーズ製品
- Affinity Designer
- Affinity Photo